# Somatina nigridiscata
Somatina nigridiscata är en fjärilsart som beskrevs av W. Warren 1896. Somatina nigridiscata ingår i släktet Somatina och familjen mätare. Inga underarter finns listade i Catalogue of Life.